# Oravce
Oravce (ungarisch Oróc) ist eine Gemeinde in der Mitte der Slowakei, mit 185 Einwohnern (Stand 31. Dezember 2024) und gehört zum Okres Banská Bystrica, einem Kreis des Banskobystrický kraj.

## Geographie
Die Gemeinde befindet sich im bergigen Teil des Talkessels Zvolenská kotlina in der traditionellen Landschaft Podpoľanie, im Tal des Baches Ponický potok. Das Ortszentrum liegt auf einer Höhe von 424 m n.m. und ist 17 Kilometer von Banská Bystrica entfernt.
Nachbargemeinden sind Poniky im Norden, Dúbravica im Osten und Südosten, Čerín im Südwesten und Weste sowie Môlča im Nordwesten.

## Geschichte
Der Ort entstand wahrscheinlich während des 14. Jahrhunderts im damaligen Herrschaftsgebiet der des Schlosses Vígľaš und wurde zum ersten Mal 1557 als Orawcze schriftlich erwähnt. Im 16. und 17. Jahrhundert war das Dorf Besitz des Geschlechts Palugyay, danach des Geschlechts Radvány. 1828 zählte man 45 Häuser und 374 Einwohner, die als Landwirte und Viehhalter beschäftigt waren.
Bis 1918 gehörte der im Komitat Sohl liegende Ort zum Königreich Ungarn und kam danach zur Tschechoslowakei beziehungsweise heute Slowakei.

## Bevölkerung
| Jahr                | 1994 | 2004     | 2014    | 2024    |
| ------------------- | ---- | -------- | ------- | ------- |
| Anzahl der Personen | 137  | 178      | 183     | 185     |
| Unterschied         |      | +29,92 % | +2,80 % | +1,09 % |

| Jahr                | 2023 | 2024    |
| ------------------- | ---- | ------- |
| Anzahl der Personen | 182  | 185     |
| Unterschied         |      | +1,64 % |

Nach der Volkszählung 2011 wohnten in Oravce 178 Einwohner, davon 174 Slowaken. Vier Einwohner machten keine Angabe zur Ethnie.
114 Einwohner bekannten sich zur Evangelischen Kirche A. B., 40 Einwohner zur römisch-katholischen Kirche und ein Einwohner zu den Zeugen Jehovas. 12 Einwohner waren konfessionslos und bei 11 Einwohnern wurde die Konfession nicht ermittelt.